# Campagnes de l'empereur Taizong contre les Xueyantuo
L'empereur Tang Taizong (r. 626-649), le deuxième empereur de la dynastie chinoise des Tang, s'était allié au début de son règne avec les Xueyantuo, un peuple vassal du puissant Khaganat des Turcs Orientaux, afin de détruire ces derniers, qui représentent alors une grande menace sur la frontière nord de la Chine. Lorsque les Turcs Orientaux sont vaincus en 630, Yi'nan, le Khan des Xueyantuo, prend le contrôle de l'ancien territoire des Turcs et, alors qu'il s'était formellement soumis aux Tang, il commence à transformer son nouveau Khanat en puissance militaire.
En 639, l'empereur Taizong tente de recréer le Khaganat des Turcs Orientaux en tant qu'État vassal des Tang dirigé par le Qilibi Khan Ashina Simo (également connu sous le nom de Li Simo). En agissant ainsi, il espère contrecarrer la montée en puissance des Xueyantuo, tout en se débarrassant du clan Ashina, dont certains membres ont tenté de l'assassiner. Mais le Kahn des Xueyantuo ne l'entend pas de cette oreille, et lance régulièrement des raids contre les Turcs afin d'éviter le retour du Khaganat. Les Tang réagissent en envoyant Li Shiji, leur général le plus talentueux, aider temporairement les Turcs de l'est contre les Xueyantuo. Si ces derniers stoppent leurs raids après avoir été vaincus en 641, cela ne dure qu'un temps et dès 644, ils profitent du fait que l'empereur Taizong est occupé par la préparation d'une guerre à venir avec le royaume coréen de Koguryo pour lancer une nouvelle campagne. Les Turcs orientaux sont vaincus et Ashina Simo est obligé de s'enfuir pour venir se réfugier chez les Tang. Par la suite, le royaume de Koguryo sollicite l'aide des Xueyantuo, mais Yi'nan refuse, car il préfère éviter d'entrer en guerre ouverte avec les Tang. Mais la situation évolue après la mort de Yi'nan en 645, car son fils, le Duomi Khan Bazhuo commence à se battre ouvertement contre les forces Tang. Ces derniers ripostent en 646 et infligent une lourde défaite à Bazhuo, qui finit par être tué à la suite d'une révolte des Huige, un des peuples vassaux des Xueyantuo. Son cousin, Yitewushi Khan Duomozhi, se rend aux Tangs, mettant fin à la guerre et à l'existence des Xueyantuo en tant que peuple.

## Coopération entre les Tang et les Xueyantuo contre les Turcs
Les Xueyantuo ont longtemps été une tribu membre de la Confédération Chile, cette dernière ayant été soumise par les Goktürks. Les Chile n'en restent pas moins des vassaux turbulents, car ils se révoltent contre leurs maîtres aussi bien avant qu’après la division des Goktürks en deux factions lors de la création du Khaganat des Turcs Orientaux et de celui des Turcs Occidentaux durant la décennie 570. À la suite de cette division de l'empire Goktürks, les Chile deviennent les vassaux du Khaganat des Turcs Orientaux, contre lesquels ils se rebellent à nouveau durant les années 600. Rejetant l’autorité d'Ashina Daman, qui règne alors sur les Turcs Orientaux sous le titre d'Heshana Khan , les Chile se déclarent indépendants sous la direction de Geleng (歌楞), une chef Qibi qui prend le titre de Yiwuzhenmohe Khan (易勿真莫賀可汗), et de Yishibo, un chef Xueyantuo qui prend le titre de Yiedie Khan. Cette indépendance dure peu de temps, car ils sont de nouveau soumis par Shekui Khan, le successeur d'Heshana Khan, qui refait des Chile des vassaux des Turcs Orientaux.
Avec le temps, les Chile deviennent des sujets soumis et fidèles du Khaganat des Turcs Orientaux, pendant que les Xueyantuo sont gouvernés par Yi'nan, le petit-fils d'Yishibo. À cette époque, le Khaganat des Turcs Orientaux est dirigé par Ashina Duobi, qui porte le titre d'Illig Khan. Selon les sources et les chroniqueurs de l'époque, Duobi est un mauvais dirigeant, au point qu'en 627, plusieurs tribus membres de la confédération Chile se révoltent, dont les Xueyantuo, les Huige et les Bayegu (拔野谷). Ashina Duobi commence par envoyer son neveu Ashina Yugu mater les Huige, mais ce dernier est vaincu par le Chef Huige Pusa (菩薩), tandis que les Xueyantuo défont quatre autres généraux turcs. Finalement, Ashina Duobi se révèle incapable de ré-assujettir les rebelles Chile. Pourtant, en 628, lorsque ces tribus Chile offrent le titre de Khan à Yi'nan, au début, ce dernier n'ose pas l'accepter. Cependant, lorsque l'empereur Tang Taizong est mis au courant de la situation, il décide d'établir une alliance avec les Xueyantuo contre les orientaux et pour cela, il envoie son général Qiao Shiwang (喬師望) chez ces derniers pour donner officiellement à Yi'nan le titre de Yi'nan Zhenzhupiqie Khan, ou ZhenZhu Khan en forme courte. À la suite de cela, un grand nombre de tribus Chile et Tujue rejoignent Yi'nan pour en faire leur chef. Après cette première réussite, les Tang et les Xueyantuo s’envoient régulièrement des émissaires, et les tribus Xueyantuo deviennent de plus en plus puissantes, aux dépens du Khaganat des Turcs Orientaux.
En 629, l'empereur Taizong charge le général Li Jing de mener une grande expédition contre les Turcs Orientaux, qui se conclut en 630 par la capture d'Ashina Duobi et la destruction du Khaganat. Une grande partie du peuple des Turcs Orientaux se rend aux Xueyantuo, tandis qu'une minorité fait le choix de se rendre aux Tang. Après cet événement, les Xueyantuo deviennent la puissance prépondérante au nord de la Chine, tout en demeurant théoriquement soumis aux Tang. En 638, l'empereur Taizong octroie à Bazhuo et Jialibi (頡利苾), les fils de Yi'an, des titres de Khans subalternes, tout en les laissant sous l'autorité de leur père. Cette double nomination, qui se fait avec l'accord d'Yi'nan, est une manière pour Taizong d'honorer ostensiblement les fils du Khan, tout en espérant créer des dissensions entre eux. En 639, lorsque l'empereur Taizong charge le général Hou Junji de lancer une campagne contre la ville-royaume de Gaochang, Yi'nan lui propose d'attaquer la cité en même temps, bien que la conquête rapide menée par Hou semble n'impliquer aucune aide réelle de la part des Xueyantuo.

## Le conflit de 641
Mais c'est également en 639 que les relations entre les Tang et les Xueyantuo commencent à se dégrader, à la suite d'une initiative des Tang. Après la capture d'Ashina Duobi, l'empereur Taizong avait installé à l'intérieur des frontières de la Chine les Turcs Orientaux qui s'étaient rendus aux Tang, sans pour autant choisir un nouveau Khan pour les gouverner. Cependant, l'empereur Taizong change d'avis après avoir failli être assassiné en 639 par Ashina Jiesheshuai (阿史那結社率), le neveu d'Ashina Duobi. La même année, il donne à Ashina simo, un prince des Turcs Orientaux loyal aux Tang, le titre de Qilibi Khan, ce qui fait de lui le nouveau Khan des Turcs de l'Est. Taizong veut installer les Turcs dans un nouveau Khanat situé au sud du désert de Gobi, pour servir d'État-tampon entre les Tang et les Xueyantuo et aussi éviter une nouvelle tentative d'assassinat. Cette tentative de refondation des Turcs Orientaux irrite Yi'nan au plus haut point, mais il commence par accepter la volonté de Tang Taizong.
Ce n'est qu'en 641 qu'Ashina Simo passe finalement au nord de la Grande Muraille avec son peuple pour s'installer à Dingxiang (定襄). Au même moment, Yi'nan a entendu dire que l'empereur Taizong est sur le point d'offrir des sacrifices au ciel et à la terre au mont Tai. Persuadé que toutes les troupes Tang seront avec l'empereur Taizong, Yi'nan envoie son fils Dadu (大度) lancer une attaque de grande ampleur contre le nouveau Kaghanat des Turcs orientaux, espérant ainsi détruire Ashina Simo et son peuple avant que les Tang ne puissent venir aider ce dernier. Dès le début de l'attaque, Ashina Simo se replie derrière la grande muraille, se prépare à se défendre dans le Zhou de Shuo (朔州) et demande une aide d'urgence aux Tang. L'empereur Taizong répond à cette demande en envoyant le général Li Shiji, assisté par les généraux Zhang Jian (張儉), Li Daliang, Zhang Shigui (張士貴), et Li Xiyu (李襲譽), attaquer les Xueyantuo. Li Shiji engage Dadu en premier et le vainc, le forçant à fuir. Pendant ce temps, Yi'nan envoie un émissaire à l'empereur Taizong pour proposer de faire la paix avec les Turcs Orientaux. Li Shiji ayant eu le dessus sur Dadu, l'empereur Taizong renvoie l'émissaire avec une réprimande pour Yi'nan mais ne prend pas encore des mesures contre les Xueyantuo. Par la suite, les relations entre les Tang et les Xueyantuo restent officiellement celles d'un seigneur et de son vassal, mais cet épisode semble les avoir affaiblies irrémédiablement.

## Fin du règne d'Yi'nan
En 642, Yi'nan tente de renforcer ses liens avec les Tang en envoyant son oncle Nishou (泥熟) à la Cour Impériale pour organiser un mariage entre lui et l'une des filles de l'empereur Taizong. Nishou amène avec lui un tribut composé de chevaux, de manteaux de vison, et d'un miroir fait d'ambre. Dans le même temps, Yi'nan fait capturer par ses propres hommes et emprisonner le général Qibi Heli (契苾何力). Ce général des Tang est le chef de la tribu Qibi, un peuple qui fait partie de la Confédération Chile. Si Heli est fait prisonnier, c'est parce qu’il est fidèle aux Tang, alors que ses hommes préfèrent se soumettre aux Xueyantuo. Une fois amené devant Yi'nan, Heli refuse de se soumettre aux Xueyantuo, préférant se couper une oreille pour montrer sa détermination. Fou de rage, Yi'nan est alors à deux doigts d'ordonner l'exécution de son prisonnier. Lorsque l'empereur Taizong est mis au courant, il est immédiatement préoccupé par la sécurité de Qibi Heli. Pour débloquer la situation, il décide d'accepter la proposition de mariage et envoie Cui Dunli, un de ses hauts fonctionnaires, pour en négocier les termes avec Yi'nan. En fait, Taizong accepte que sa fille, la princesse Xinxing, épouse Yi'nan, en échange de la libération de Qibi Heli.
En 643, Yi'nan envoie son neveu Tuli (突利) pour offrir un tribut composé de 50 000 chevaux, 10 000 bovins ou chameaux, et 100 000 chèvres, qui doit faire office de prix de la fiancée. L'empereur Taizong accueille Tuli avec une grande cérémonie, et en retour ce dernier convie l'empereur à un grand banquet. Ce dernier accepte l'invitation et assiste personnellement au banquet avec ses fonctionnaires. Mais, malgré cet accueil chaleureux, l'empereur Taizong envisage de renoncer au mariage, à la suite des demandes pressantes de Qibi allant dans ce sens. Il commence par donner l'ordre à Yi'nan de le rencontrer personnellement, ainsi que la princesse Xinxing, au Zhou de Ling (靈州) pour épouser cette dernière. Taizong donne cet ordre en croyant qu'Yi'nan refuserait et qu'il aurait alors une bonne excuse pour rompre le mariage. Lorsque Yi'nan accepte de se rendre à Ling, l'empereur Taizong trouve une autre excuse pour annuler le traité de mariage, en arguant que le prix de la fiancée n'a pas été intégralement payé. En effet, pour rassembler le bétail prévu dans le prix de la fiancée, Yi'nan a dû se procurer des bêtes auprès des tribus vassales des Xueyantuo. Cette opération a été plus longue que prévu et donc Yi'nan n'avait pas encore toutes les bêtes prévues à cette époque. De plus, une partie du bétail n'avait pas survécu à la traversée du désert de Gobi. Taizong agit ainsi en dépit d'une forte opposition de son fonctionnaire Chu Suiliang, qui souligne qu'en agissant ainsi, l'empereur dévalue la valeur de sa parole et de ses serments. À ces critiques, l'empereur Taizong répond en présentant sa décision comme étant purement rationnelle, et soutient que si Yi'nan avait épousé une princesse Tang, il aurait eu une plus grande légitimité sur les tribus chile et ce qui l'aurait rendu plus difficile à contrôler.
Pendant ce temps, Yi'nan continue d'attaquer périodiquement les Turcs Orientaux, et lorsque l'empereur Taizong envoie des émissaires pour tenter de l’arrêter, Yi'nan lui répond :

« Comment oser  ne pas suivre l'édit de l'empereur?  Mais les gens du Khaganat Turc sont des traîtres et ne devraient pas être considérés comme étant dignes de confiance. Avant la destruction de leur État, ils ont envahi la Chine chaque année et tué des milliers de personnes. Je pensais qu'après les avoir vaincus, l'empereur en ferait des esclaves qu'il donnerait au peuple chinois; mais au lieu de cela l'empereur les a élevés comme ses propres fils et leur a montré beaucoup de grâces. Malgré cela, Ashina Jiesheshuai se rebella. Ils ressemblent à des humains, mais ont des cœurs de bêtes et ne devraient pas être traités comme des humains. J'ai reçu beaucoup de grâces de l'empereur, et je n'ai rien pour le remercier.  Je suis prêt à tuer les Turcs pour la Chine. »

À la fin de l'an 644, le peuple des Turcs orientaux, qui n'a jamais vraiment soutenu Ashina Simo, s'effondre à cause de la menace des Xueyantuo et s'enfuit vers le territoire de Tang, où ils sont réinstallés. Ashina Simo retourne également auprès des Tang et est de nouveau nommé général, mettant ainsi fin à la tentative des Tang de recréer le khaganat des Turcs Orientaux comme un État vassal. Cet échec provoque un profond mécontentement chez l'empereur Taizong, qui n'est pas dupe sur la part de responsabilité d'Yi'nan. C'est ainsi que, lorsque Yi'nan envoie par la suite un émissaire offrir un nouveau tribut à l'empereur Taizong, ce dernier, qui était alors très occupé par la préparation d'une attaque contre le royaume coréen de Koguryo, lui répond :

« Repars et dis à ton Khan : mon fils et moi allons attaquer Gogureyo. S'il pense pouvoir profiter de cette absence : qu'il vienne ! »

Yi'nan, craignant la colère de l'empereur Taizong, envoie un autre émissaire s'excuser et offrir son aide pour l'attaque contre Koguryo; une offre que l'empereur chinois décline. En 645, après que l'empereur Taizong ait vaincu le gros des troupes du Koguryo au pied du mont Zhubi (駐驆山), près de la forteresse d'Anshi (安市), Yeon Gaesomun, le mangniji (régent) du Koguryo, demande à Yi'nan d'attaquer les Tang, en lui promettant de lui verser de très gros tributs s'il le fait. Yi'nan, craignant la puissance des Tang, refuse. Finalement, ce refus ne change rien à la tournure de la guerre, car l'empereur Taizong a finalement été contraint d'abandonner la campagne, après s'être embourbé dans le siège sans fin d'Anshi.

## Mort d'Yi'nan et chute des Xueyantuos
Yi'nan meurt en 645. Selon les chroniques de l'époque, à cette date le territoire des Xueyantuo est divisé en deux parties, chacune gérée par un des fils du défunt:
- Bazhuo, un fils de l'épouse de Yi'nan, gouverne la partie occidentale du territoire des Xueyantuo, celle où se trouve le peuple Xueyantuo
- Yemang (曳莽)[3], qui est plus âgé que Bazhuo mais n'est pas un fils de l'épouse de Yi'nan, gouverne la partie orientale du territoire des Xueyantuo, là où se trouvent les différentes tribus vassales.

Toujours selon ces chroniques, Yemang serait violent et perturbé, et aurait aussi de mauvaises relations avec Bazhuo. Après les funérailles, Yemang, craignant que Bazhuo lui fasse du mal, quitte soudainement la capitale des Xueyantuo pour retourner dans la partie orientale du khanat. Bazhuo le pourchasse et le tue, avant de monter sur le trône avec le titre de Jialijulixueshaduomi Khan, ou Duomi Khan en version courte.
Une fois au pouvoir, Bazhuo décide d'attaquer les Tang, croyant qu'avec l'empereur Taizong bloqué en Corée par sa campagne contre le Koguryo, les frontières de la Chine seraient sans défense. Cependant, l'empereur Taizong avait anticipé la possibilité d'une telle attaque des Xueyantuo en confiant au général Zhishi Sili (執失思力) le commandement de soldats turcs pour défendre le Zhou de Xia (夏州). Ainsi, lorsque Bazhuo lance son attaque, Zhishi Sili et Tian Eliane (田仁會), un autre général des Tang, lui tendent un piège pour l'inciter attaquer Xia et lui infliger une défaite. Devinant le piège, le Khan se replie, avant de revenir attaquer à nouveau Xia.
Peu après le nouvel an 646, l'empereur Taizong ordonne, qu'en plus des soldats de Zhishi et Tian, d'autres troupes soient mobilisées et mises sous les ordres des généraux Li Daozong, qui est aussi le Prince de Jiangxia, Xue Wanche (薛萬徹), Ashina She'er (阿史那社爾), Song Junming (宋君明), et Xue Guwu (薛孤吳), pour contrer l'attaque de Bazhuo. Ce dernier, après avoir atteint la grande muraille, se rend compte que les Tang ont mobilisé de puissantes armées contre lui. C'est ainsi qu'au printemps 646, Zhishi et Qiao Shiwang contre-attaquent, battent Bazhuo et le forcent à fuir, provoquant la confusion la plus totale chez les Xueyantuo.
Selon les sources d'époque qui nous sont parvenues, à ce moment-là, Bazhuo était intolérant, de mauvaise humeur et suspicieux. Il renvoie les principaux conseillers d'Yi'nan et les remplace par des gens proches de lui, ce qui conduit les nobles à le mépriser. À ce mépris, il répondu en exécutant un grand nombre d'entre eux, jetant la Cour des Xueyantuo dans la terreur. Yaoluoge Tumidu (藥羅葛吐迷度), le chef de la tribu Huige, alors vassaux des Xueyantuo, se rebelle avec l'aide des tribus Pugu (僕骨) et Tongluo (同羅) et inflige une cuisante défaite à Bazhuo. L'empereur Taizong saisit l'occasion qui se présente à lui et donne l'ordre de lancer une attaque de grande ampleur contre les Xueyantuo proprement dit. Il confie le commandement des opérations à Li, Ashina, Zhishi, Qibi Heli, Xue Wanche et Zhang Jian. Alors que l'attaque commence, par le plus grand des hasards, un officier Tang nommé Yuwen Fa (宇文法) va réussir une action d'éclat qui va quasiment décider du sort du conflit. Au début des hostilités, Fa est envoyé en tant qu'émissaire auprès des tribus Wuluohu (烏羅護) et Mohe. Alors qu'il revient chez les Tang, il rencontre le général Abo (阿波), un des chefs de l'armée des Xueyantuos. Yuwen attaque alors ce général avec les soldats Mohe présents avec lui et défait Abo, ce qui entraîne une confusion encore plus grande chez les Xueyantuo. En effet, ces derniers sont alors persuadés que le gros des troupes des Tang est déjà arrivé, personne n'imaginant que ce coup d'éclat est l'œuvre d'un petit groupe isolé. Dans la panique, Bazhuo s'enfuit pour se réfugier chez la tribu vassale des Ashide (阿史德). Quand les Huige l'apprennent, ils attaquent les Ashide et tuent Bazhuo, ainsi que tous les membres du clan impérial Xueyantuo qu'ils peuvent trouver. Après ce massacre, de nombreux généraux Xueyantuo se rendent aux Tang.
Les Xueyantuo restants soutiennent brièvement Duomozhi, le neveu de Yi'nan, qu'ils prennent comme nouveau Khan sous le titre de Yitewushi Khan. Ils espèrent que le nouveau Khan va restaurer la puissance des Xueyantuo, mais ni les Tang ni les autres tribus de la confédération Chile ne sont prêts à accepter cela. C'est ainsi que l'empereur Taizong envoie Li Shiji avec une armée vers l'emplacement du campement de Duomozhi, dans les monts Khangaï,avec comme instruction d'accepter la reddition de ce dernier s'il veut se rendre, et de l'attaquer s'il refuse. Li Shiji arrive rapidement sur place et dès qu'il est mis au courant, Tizhen (梯真), le bras droit de Duomozhi, capitule. Le Khan des Xueyantuo s'enfuit alors vers le sud, pour se réfugier dans un canyon. Lorsqu'il est mis au courant de cette fuite, Li Shiji envoie son subordonné Xiao Siye (蕭嗣業) auprès du fuyard pour le tranquilliser et, conformément aux ordres de Taizong, lui laisser la possibilité de se rendre. Finalement, Duomozhi choisit de se rendre à Xiao, mais certains de ses hommes préfèrent continuer à lutter contre les Tang. Conformément aux instructions de l'empereur, Li Shiji attaque et tue ou capture ceux qui refusent de se soumettre. Après ces ultimes combats, Duomozhi est emmené à Chang'an, la capitale des Tang, où il est fait général, ce qui marque la fin des Xueyantuo.